# Avdullah Hoti

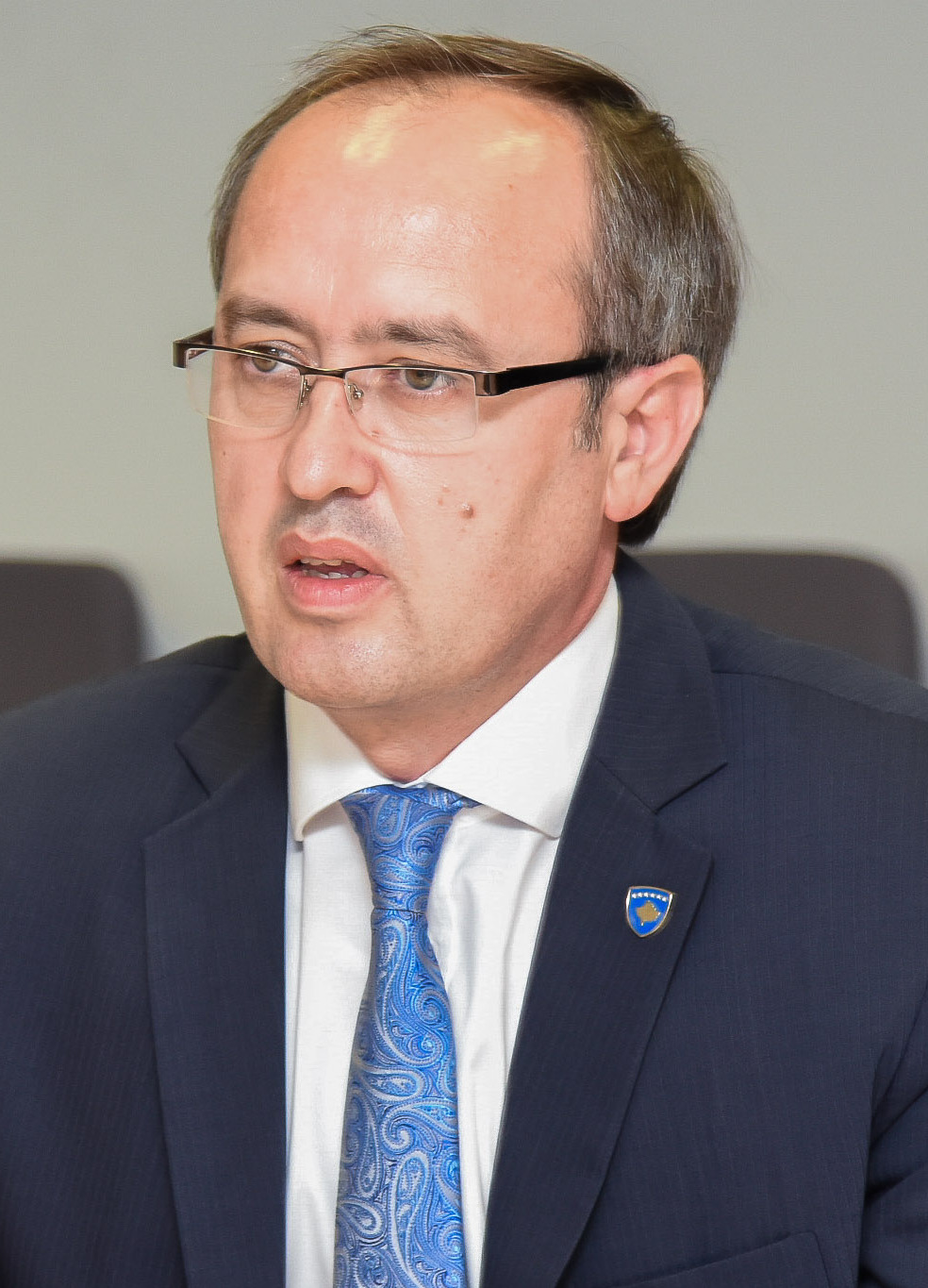
Avdullah Hoti (2020)

Avdullah Hoti (* 4. Februar 1976 in Rahovec, Sozialistische Föderative Republik Jugoslawien) ist ein kosovarischer Ökonom und Politiker (LDK) und war vom 3. Juni 2020 bis zum 22. März 2021 Premierminister des Kosovo.

## Leben
Avdullah Hoti studierte in den Jahren 1994 bis 1998 Management und Informatik an der Wirtschaftsfakultät der Universität Prishtina, wo er ab 1998 als Assistent tätig war. Danach folgten ein Master- und ein Promotionsstudium an der Staffordshire University. Ab 2008 war er Dozent an der Universität Prishtina, seit 2012 ist er dort außerordentlicher Professor.
Seit 2010 gehört er dem Vorstand seiner Partei an. Von 2010 bis 2013 war er stellvertretender Bürgermeister von Pristina. Bei der Parlamentswahl 2014 wurde er zum Abgeordneten gewählt.
Zwischen Dezember 2014 und August 2017 war er Finanzminister des Kosovo in der Regierung von Premierminister Isa Mustafa.
Nachdem Albin Kurtis Regierung, in der Hoti als stellvertretender Premierminister amtierte, im März 2020 zerbrochen war, wurde er am 23. April als dessen Nachfolger nominiert. Das Verfassungsgericht der Republik Kosovo stoppte jedoch am 1. Mai vorerst die Regierungsbildung. Am 28. Mai widerrief das Verfassungsgericht diese Entscheidung und Hoti wurde am 3. Juni 2020 Premierminister der Republik Kosovo. Er leitete das Kabinett Hoti.
Am 21. Dezember 2020 erklärte das Verfassungsgericht der Republik Kosovo seine Wahl zum Regierungschef für ungültig, weil der Abgeordnete Etem Arifi nicht wahlberechtigt gewesen war. Hoti war mit 61 von 120 Stimmen gewählt worden, so dass eine einzige Stimme weniger zu seiner Nichtwahl geführt hätte. Arifi war am 20. August 2019 letztinstanzlich zu einem Jahr und drei Monaten Haft verurteilt worden, weshalb er laut Gesetz für drei Jahre nicht hätte wählbar sein dürfen.